# 张海洁
张海洁（1971年8月28日—），新加坡新传媒电视8频道新闻主播、时事节目主持人。出生于中国西安，2003年成为新加坡公民。
现为新傳媒8頻道晚间新闻主播（周日傍晚6点30分及晚上10点）。

## 事业
1993年毕业于北京广播学院（今中国传媒大学），是该学府的优秀毕业生，之后在该学院任教四年。大学同窗好友包括中国中央电视台新闻播音员康辉、文清、贺贝奇。
1997年在上海有线电视台（现为东方有线）任职财经节目主持人及节目总监。
1998年11月，受邀加入新加坡电视机构（新传媒前身）8频道，开始她的电视主播生涯。张海洁凭借她充满自信、权威性以及老练的新闻播报方式深获观众的喜爱。不过在任职期间，张海洁曾表示与同事的关系并不融洽。2001年，新加坡报业控股U频道开台，张海洁离开新传媒，高调跳槽加入U频道报新闻，一度引起争议。
除了担任报业控股U频道黄金新闻时段主播，张海洁也主持了探讨民生课题的《非常透视眼》，该节目的收视率节节攀升。间中也参与了清谈节目《UFM众议院》的广播工作。
2005年，U频道和8频道整合，新传媒再邀张海洁回巢，不过她表示“不想委屈自己”，选择离开传媒界。后来张海洁到国外旅游半年，去了台湾、中国的电视台观摩学习，也于新加坡南洋理工大学任教。期间，尽管国外媒体曾邀请张海洁加入，海洁一概不作考虑。
阔别三年，新传媒电视台于2008年1月7日宣布张海洁将复出，重回新闻主播行列。谈及为何复出，张海洁说自己始终还是最热爱这一行，而且近期身边友人的遭遇更警惕自己必须惜福，把握当下，从事一份自己热爱的工作。当被问及见到一些关系紧张的旧同事会否觉得尴尬，张海洁不假思索，表示不会，并说交朋友是一种缘分，在工作岗位上更不能强求。
2008年2月15日，首次重现荧幕，播报政府宣布‘2008财政预算案’的重点新闻。
2012年于新加坡南洋理工大学考获博士学位，主修东南亚历史。同年，张海洁于《红星大奖2012》颁奖礼获颁‘最佳新闻主播’奖。

## 奖项
| 年度 | 奖项颁发机构      | 奖项名称                             | 代表作品       | 成绩 |
| ---- | ----------------- | ------------------------------------ | -------------- | ---- |
| 2000 | 红星大奖          | 最佳新闻播报/时事节目主持人          | 十点新闻       | 提名 |
| 2001 | 红星大奖          | 最佳新闻播报/时事节目主持人          | 十点新闻       | 提名 |
| 2003 | 亚洲电视大奖      | 最佳时事节目主持人                   | 非常透视眼     | 亚军 |
| 2004 | 联合早报          | 50大亚洲最受欢迎的偶像               | 不適用         | 獲獎 |
| 2008 | 45载光芒8方贺台庆 | 最有印象的新闻主播（第三代新闻主播） | 不適用         | 獲獎 |
| 2009 | 红星大奖          | 最佳新闻播报/时事节目主持人          | 十点新闻       | 提名 |
| 2010 | 红星大奖          | 最佳新闻主播                         | 十点新闻       | 提名 |
| 2011 | 红星大奖          | 最佳新闻报道                         | 加冷连环劫杀案 | 提名 |
| 2011 | 红星大奖          | 最佳新闻主播                         | 晚间新闻       | 提名 |
| 2012 | 红星大奖          | 最佳新闻主播                         | 晚间新闻       | 獲獎 |
| 2013 | 红星大奖          | 最佳新闻主播                         | 晚间新闻       | 提名 |